# Сани Деол
Сани Деол (енгл. Sunny Deol) је индијски филмски глумац, режисер и продуцент. Син је глумца Дармендра.

## Филмографија
| Улоге Сани Деол |                        |               |                                      |          |
| Година          | Српски назив           | Изворни назив | Улога                                | Напомена |
| 1983.           | Очајни                 |               | Сани                                 |          |
| 1984.           | Легенда о љубави       |               | Махивал / Мирза Изат Бег             |          |
| 1989.           | Тројство               |               | Инспектор Каран Саксена              |          |
| 1989.           | Пртљаг                 |               | Сураџ                                |          |
| 1989.           | Ја сам твој непријатељ |               | Гопал                                |          |
| 1990.           | Плава река             |               | Аџај Мехра                           |          |
| 1997.           | Граница                |               | Мајор Кулдип Синг Сандпури           |          |
| 1999.           | Арџун Пандит           |               | професор Арџун Диксит / Арџун Пандит |          |
| 2003.           | Игра                   |               | А.С.П. Раџвир Скиндија               |          |
| 2004.           | Забрањене линије       |               | Арџун Рана                           |          |
| 2007.           | Наш                    |               | Каран Чоудари                        |          |
| 2013.           | Велики Синг Саб        |               | Саранџит Талвар                      |          |
| 2016.           | Плава река: Поново     |               | Аџај Мехра                           | [ 1 ]    |

## Награде

### Филмфареова награда
- Награђен
  - 1991. — Филмферова награда за најбољег главног глумца у филму Плава река
  - 1994. — Филмферова награда за најбољег споредног глумца у филму Дамини — Муња
- Номинован
  - 1984. — Филмферова награда за најбољег главног глумца у филму Очајни
  - 1997. — Филмферова награда за најбољег главног глумца у филму Смртан
  - 1998. — Филмферова награда за најбољег главног глумца у филму Граница
  - 2002. — Филмферова награда за најбољег главног глумца у филму Побуна: Љубавна прича

### Интернационална индијска филмска академија
- Номинован
  - 2002. — ИИФА за најбољег глумца у филму Побуна: Љубавна прича